# 묵동천
묵동천(墨洞川)은 서울특별시 중랑구 신내동에서 발원하는 하천과 노원구 공릉동 육군사관학교 인근에서 발원하는 하천이 북부간선도로 묵동 나들목 인근에서 합쳐진 뒤, 중랑천으로 흘러드는 지방하천이다. 하천 바닥은 주로 모래로 구성되어 있으며, 1983년 12월부터 하천 정비 계획이 수립되어 인공하천으로 변모하였다. 인근 지명에 따라 먹골천, 태릉천(泰陵川), 신내천(新內川)으로도 불리며, 신내동에서 발원하는 물줄기가 본류이다.